# Helixotionella scutata
Helixotionella scutata är en mossdjursart som beskrevs av Cook och Chimonides 1984. Helixotionella scutata ingår i släktet Helixotionella och familjen Otionellidae. Inga underarter finns listade i Catalogue of Life.